# Клинтън (окръг, Мисури)
Вижте пояснителната страница за други значения на Клинтън.
Окръг Клинтън (на английски: Clinton County) е окръг в щата Мисури, Съединени американски щати. Площта му е 1096 km², а населението - 18 979 души (2000). Административен център е град Платсбърг.